# Liste der Biografien/Zet
Liste der Biografien |
Portal Biografien |
Personensuche
# |
A |
B |
C |
D |
E |
F |
G |
H |
I |
J |
K |
L |
M |
N |
O |
P |
Q |
R |
S |
T |
U |
V |
W |
X |
Y |
Z |
?
 
Za |
Zb |
Zc |
Zd |
Ze |
Zf |
Zg |
Zh |
Zi |
Zj |
Zk |
Zl |
Zm |
Zn |
Zo |
Zr |
Zs |
Zu |
Zv |
Zw |
Zy |
Zz
 
Zea |
Zeb |
Zec |
Zed |
Zee |
Zef |
Zeg |
Zeh |
Zei |
Zej |
Zek |
Zel |
Zem |
Zen |
Zeo |
Zep |
Zeq |
Zer |
Zes |
Zet |
Zeu |
Zev |
Zew |
Zey |
Zez
Die Liste der Biografien führt alle Personen auf, die in der deutschsprachigen Wikipedia einen Artikel haben. Dieses ist eine Teilliste mit 103 Einträgen von Personen, deren Namen mit den Buchstaben „Zet“ beginnt.

## Zet

### Zeta
- Zeta, Natalia (* 1983), spanische Pornodarstellerin
- Zeta-Jones, Catherine (* 1969), britische SchauspielerinCatherine Zeta-Jones (* 1969)

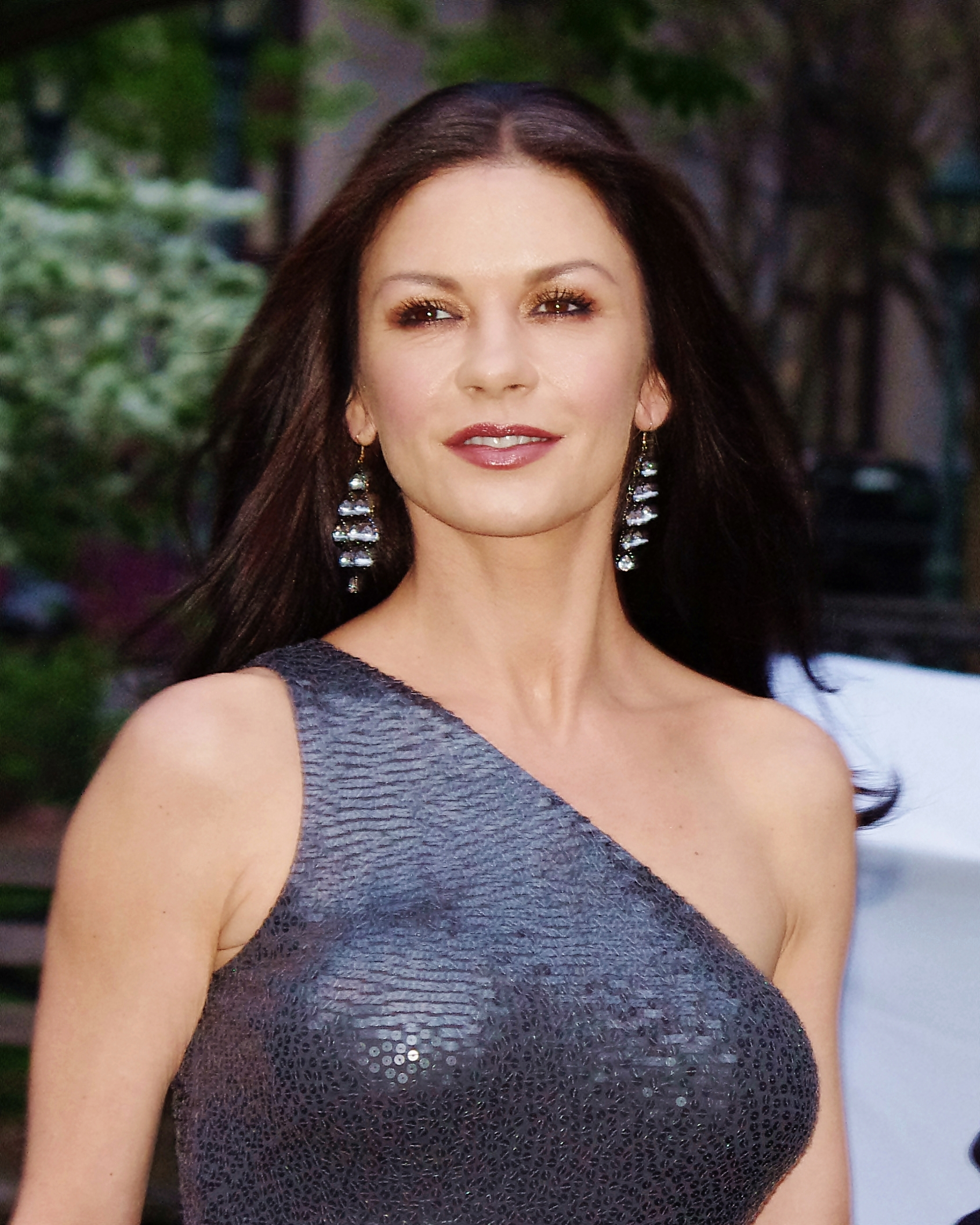
Catherine Zeta-Jones (* 1969)

### Zetc
- Zetchi, Kheïreddine (* 1965), algerischer Geschäftsmann und Fußballfunktionär

### Zete
- Zetek, James (1886–1959), US-amerikanischer Entomologe

### Zeth
- Zetherlund, Olle (1911–1974), schwedischer Fußballspieler
- Zethraeus, Agatha (1872–1966), niederländische Malerin
- Zethsen, Jonas (* 1881), grönländischer Landesrat

### Zeti
- Zetic, Mateo (* 2005), österreichischer Fußballspieler

### Zetk
- Zetkin, Clara (1857–1933), sozialistisch-kommunistische deutsche Politikerin, Friedensaktivistin und Frauenrechtlerin
- Zetkin, Kostja (1885–1980), deutscher Arzt, Nationalökonom und Politiker
- Zetkin, Maxim (1883–1965), deutscher Chirurg
- Zetkin, Ossip (1850–1889), russischer Revolutionär und Sozialist

### Zetl
- Zetlin, Michail Lwowitsch (1924–1966), sowjetischer Mathematiker, Biophysiker und Kybernetiker
- Zetlitz Bretteville, Christian (1800–1871), norwegischer Politiker
- Zetlitz, Bertine (* 1975), norwegische Popsängerin
- Zetlitz, Jens (1761–1821), norwegischer Pfarrer und Dichter

### Zeto
- Zétouani, Nadia (* 1970), marokkanische Leichtathletin
- Zeťová, Helena (1980–2024), tschechische Sängerin

### Zets
- Zetsch, Annabella (* 1993), deutsche Theater- und TV-Schauspielerin
- Zetsche, Dieter (* 1953), deutscher Manager, Vorstandsvorsitzender der Daimler AGDieter Zetsche (* 1953)

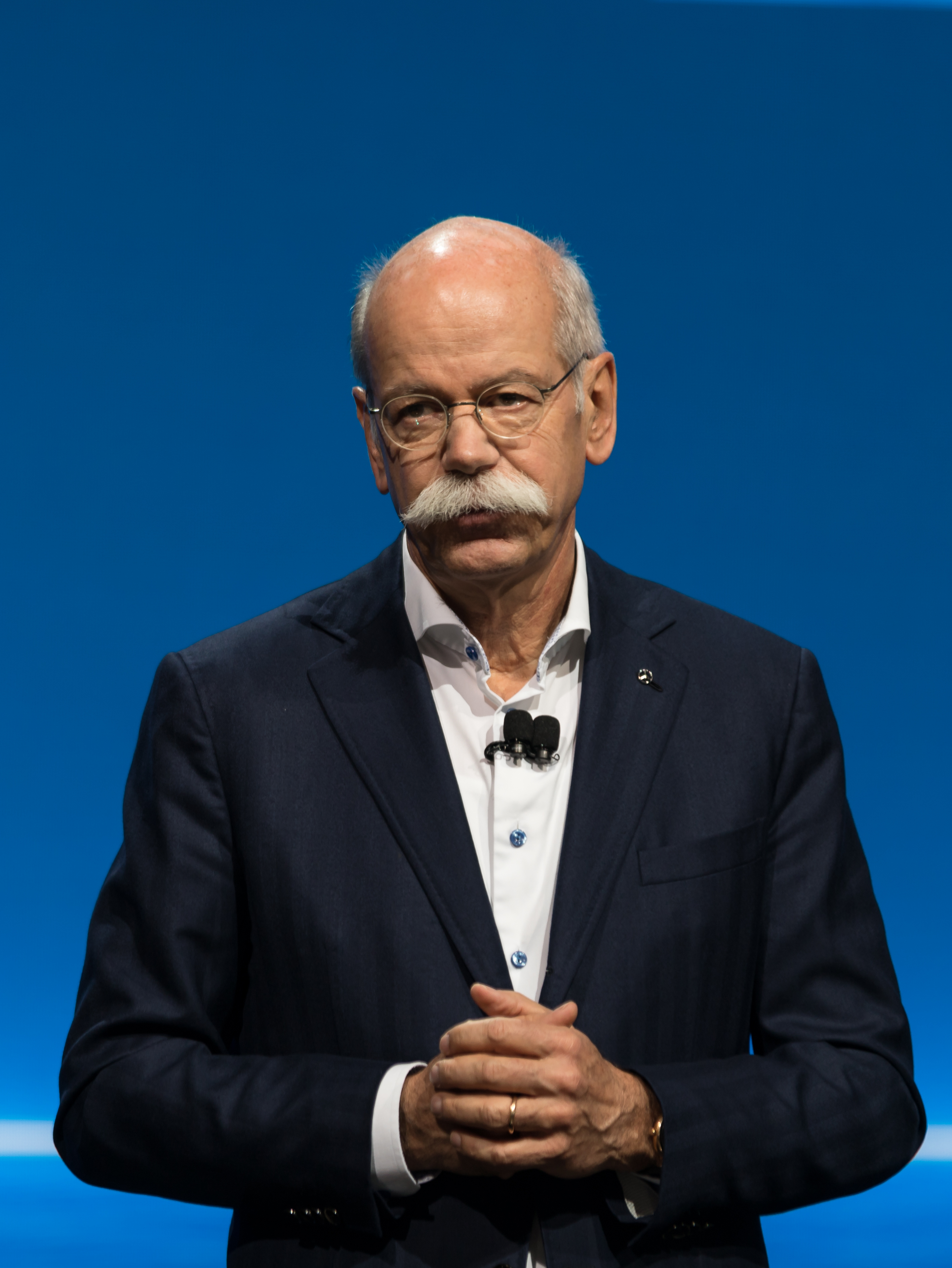
Dieter Zetsche (* 1953)

- Zetsche, Eduard (1844–1927), österreichischer Landschafts- und Vedutenmaler und Schriftsteller
- Zetsche, Karl (1821–1891), deutscher Fabrikant und Politiker, MdL

### Zett
- Zett, Alicia (* 1996), deutsche Autorin
- Zett, Luis (1945–2017), deutscher Komponist, Klavierpädagoge und Publizist
- Zett, Sabine (* 1967), deutsche Schriftstellerin, Kinderbuch-Autorin, Kolumnistin, Kabarettistin und Lese-Botschafterin der Stiftung Lesen
- Zettel, Andreas (1886–1957), österreichischer Politiker (SPÖ), Landtagsabgeordneter
- Zettel, Claudia (* 1982), österreichische Journalistin
- Zettel, Erasmus, Amtshauptmann
- Zettel, Günther (1948–2015), deutscher Jurist, Verfassungsrichter
- Zettel, Herbert (* 1963), österreichischer Entomologe
- Zettel, Karl (1831–1904), deutscher Lehrer und Dichter
- Zettel, Kathrin (* 1986), österreichische Skirennläuferin
- Zettel, Mike (1953–2023), kanadischer Eishockeyspieler und -trainer
- Zettel, Sarah (* 1966), US-amerikanische Fantasy- und Science-Fiction-Autorin
- Zettelmaier, Dieter (1941–2010), deutscher Fußballspieler
- Zettelmeyer, Hans (1900–1974), deutscher Landrat
- Zettelmeyer, Hubert (1866–1930), deutscher Unternehmer
- Zettelmeyer, Peter (1900–1981), deutscher Unternehmer
- Zetter, Felipe (1923–2013), mexikanischer Fußballspieler
- Zetter, Georg (1819–1872), elsässischer Dichter
- Zetterberg, Aslan (* 1997), schwedischer American-Football-Spieler
- Zetterberg, Hanna (* 1973), schwedische Schauspielerin und Politikerin (Vänsterpartiet), Mitglied des Riksdag
- Zetterberg, Henrik (* 1980), schwedischer Eishockeyspieler
- Zetterberg, Herman (1904–1963), schwedischer Politiker und Jurist, Justizminister
- Zetterberg, Pär (* 1970), schwedischer Fußballspieler
- Zetterberg, Seppo (* 1945), finnischer Historiker und Autor
- Zetterberg, Torbjörn (* 1976), schwedischer Jazz- und Improvisationsmusiker (Kontrabass, Komposition)
- Zetterer, Michael (* 1995), deutscher FußballspielerMichael Zetterer (* 1995)

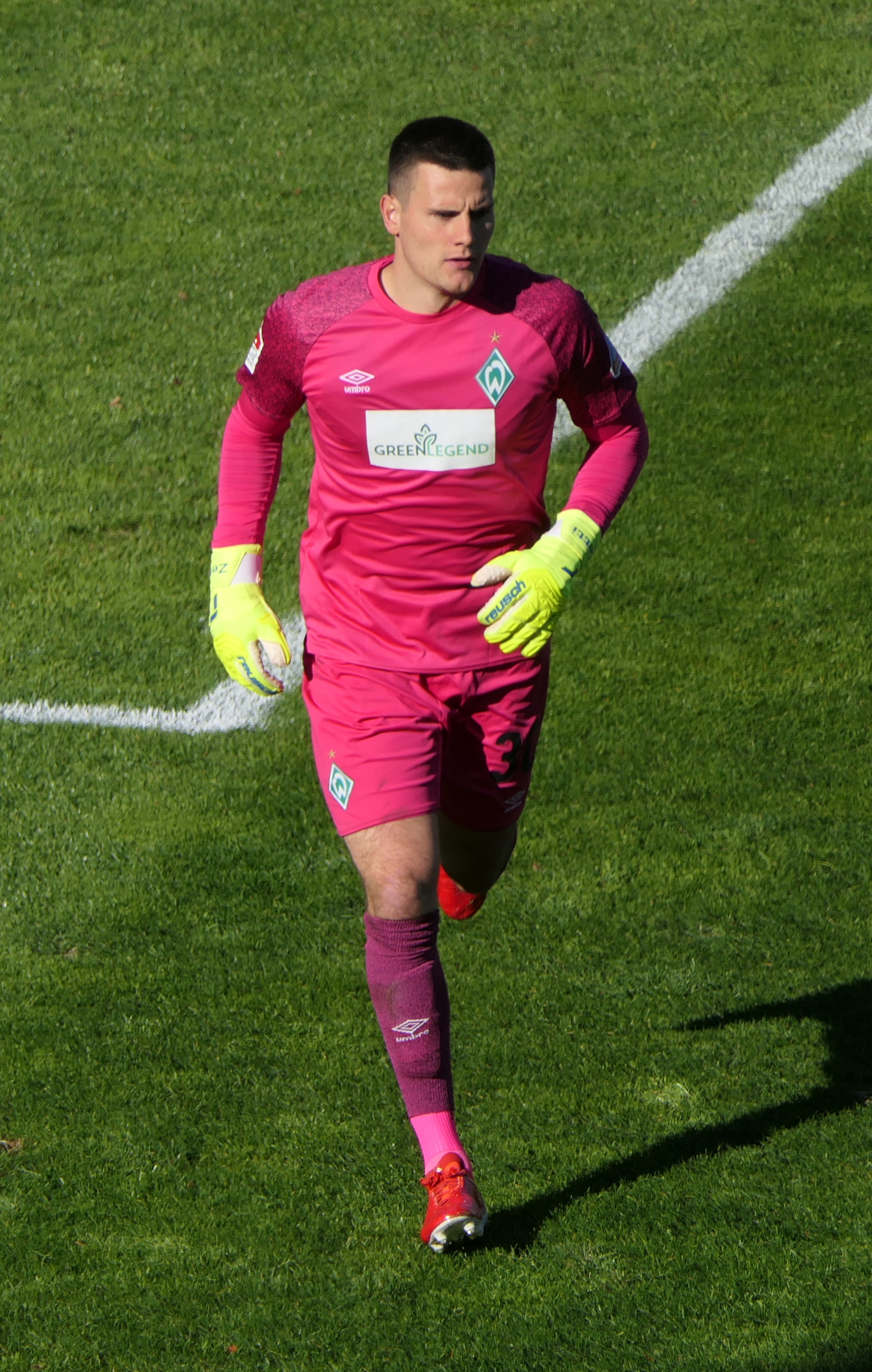
Michael Zetterer (* 1995)

- Zetterholm, Anton (* 1986), schwedischer Musicaldarsteller
- Zetterholm, Finn (* 1945), schwedischer Liedermacher und Schriftsteller
- Zetterholm, Gertrud (1918–2020), schwedische Autorin und Journalistin
- Zetterling, Mai (1925–1994), schwedische FilmschauspielerinMai Zetterling (1925–1994)

Mai Zetterling (1925–1994)

- Zetterlund, Lars (* 1964), schwedischer Fußballspieler und -trainer
- Zetterlund, Monica (1937–2005), schwedische Sängerin und Schauspielerin
- Zetterlund, Rolf (* 1942), schwedischer Bandy-, Fußballspieler und -trainer
- Zetterman, Alexander (* 1990), schwedischer Springreiter
- Zetterman, Daniel (* 1985), schwedischer Springreiter
- Zetterman, Pontus (* 1994), schwedischer Handballspieler
- Zetterman, Royne (* 1957), schwedischer Reiter
- Zetterstedt, Johan Wilhelm (1785–1874), schwedischer Naturforscher
- Zetterstrand, Kristoffer (* 1973), schwedischer Künstler
- Zetterström, Mimmi (1843–1885), schwedische Malerin
- Zetterstrom, Olle (1901–1968), US-amerikanischer Skilangläufer
- Zettervall, Helgo (1831–1907), schwedischer Architekt
- Zetti (* 1965), brasilianischer Fußballspieler und -trainer
- Zettinig, Georg (* 1969), österreichischer Schilddrüsenspezialist und Facharzt für Nuklearmedizin
- Zettl, Alex (* 1956), US-amerikanischer Physiker
- Zettl, Baldwin (* 1943), deutscher Grafiker, Kupferstecher und Buchillustrator
- Zettl, Erich (1934–2023), deutscher Hochschulprofessor, Germanist, Linguist und Autor
- Zettl, Franz (* 1947), österreichischer MusikerFranz Zettl (* 1947)

Franz Zettl (* 1947)

- Zettl, Ludwig (1821–1891), böhmisch-österreichischer Architekt
- Zettl, Mark (* 1998), deutscher Fußballspieler
- Zettl, Sebastian (* 2001), österreichischer Fußballspieler
- Zettl, Stefan (* 1952), deutscher Psychoanalytiker und Sexualtherapeut
- Zettl, Zephyrin (1876–1935), österreichischer Mundartdichter
- Zettlemoyer, Albert Charles (1915–1991), US-amerikanischer Chemiker
- Zettler, Albert (* 1957), deutscher Fußballspieler
- Zettler, Alfons (* 1953), deutscher Historiker
- Zettler, Alois (1854–1942), deutscher Elektrotechniker
- Zettler, Angelika Eva (1952–2013), deutsche Chemikerin und Richterin am Bundespatentgericht
- Zettler, Franz Xaver (1841–1916), deutscher Zeichner und Glasmaler, Begründer des Instituts für kirchliche Glasmalerei, später Hofglasmalerei Zettler
- Zettler, Ingo, deutscher Psychologe und Professor
- Zettler, Josef (* 1886), deutscher Tierarzt
- Zettler, Ludwig (1871–1940), deutscher Jurist und Politiker (Zentrum)
- Zettler, Marie (1885–1950), deutsche Politikerin der Bayerischen Volkspartei
- Zettler, Max (1886–1926), deutscher Maler
- Zettler, Richard (1921–2015), deutscher Komponist, Musikpädagoge und Dirigent
- Zettler, Rob (* 1968), kanadischer Eishockeyspieler und -trainer
- Zettlmeissl, Gerd, deutscher Manager und Vorstandsvorsitzender des Biotechnologieunternehmens Intercell
- Zettpunkt, Sandra (* 1973), deutsche Musikerin und Musikjournalistin
- Zettwach, Ernst Heinrich (1787–1857), preußischer Verwaltungsjurist

### Zetu
- Zetune, Lilián (* 1940), uruguayische Chorleiterin

### Zetz
- Zetzel, James E. G. (* 1947), US-amerikanischer Klassischer Philologe
- Zetzmann, Thomas (* 1970), deutscher Fußballspieler
- Zetzner, Lazarus (1551–1616), deutscher Verleger und Drucker
- Zetzsche, Cornelia, deutsche Journalistin, Autorin, Literaturkritikerin, Hörfunk-Regisseurin und Moderatorin
- Zetzsche, Dirk (* 1975), deutscher Jurist, Rechtsanwalt, Rechtswissenschaftler, Professor und Autor
- Zetzsche, Eleonore (1919–2006), deutsche Schauspielerin und Sängerin
- Zetzsche, Holger, deutscher Jurist
- Zetzsche, Karl (* 1894), deutscher Parteifunktionär (NSDAP)
- Zetzsche, Karl Eduard (1830–1894), deutscher Mathematiker und Physiker
- Zetzsche, Manfred (1930–2023), deutscher Schauspieler
- Zetzsche, Richard (1877–1948), deutscher Verwaltungsjurist und Manager